# Dichiarazione di Teheran
La Dichiarazione di Teheran (anche Comunicato di Teheran) fu una dichiarazione congiunta di pace redatta nella capitale dell'Iran il 7 maggio 1992, con le mediazione del president Ali Akbar Hashemi Rafsanjani, tra i presidenti Yagub Mammadov (Azerbaigian) e Levon Ter-Petrossian (Armenia). L'intenzione alla base di questa dichiarazione era quella di arrestare il conflitto etnico che da alcuni mesi contrapponeva armeni ed azeri per il controllo del Nagorno Karabakh e raggiungere un accordo di pace.

## Antefatto
Il contenzioso riguardante l'Oblast Autonomo del Nagorno Karabakh si era riacceso nel 1987 con la petizione popolare cui il Soviet locale richiedeva l'annessione della regione alla Repubblica Socialista Sovietica Armena svincolandosi così dalla Repubblica Socialista Sovietica Azera alla quale era stata attribuita da Stalin nel 1921 nonostante i pareri contrari dei Congressi del popolo tra il 1918 ed il 1920.
Nel febbraio del 1988 il soviet del Nagorno Karabakh aveva votato il passaggio al soviet dell'Armenia. Pochi giorni dopo si era avuto il pogrom di Sumgait, a novembre quello di Kirovabad. Negli anni a seguire la tensione tra armeni ed azeri aumentò ulteriormente. Dopo la secessione dell'Azerbaigian dall'Unione Sovietica il 30 agosto 1991, il soviet del Nagorno Karabakh in virtù della legislazione all'epoca vigente dichiarò la nascita della repubblica del Nagorno Karabakh il 2 settembre, mentre il 21 settembre anche l'Armenia lasciava ufficialmente l'Urss.
Il 31 gennaio 1992 inizia ufficialmente la guerra allorché migliaia di soldati azeri lasciano la città di Ağdam ed entrano nel territorio del Nagorno Karabakh il cui capoluogo viene fatto oggetto di un incessante bombardamento. I primi mesi di guerra registrano violenti combattimenti e stragi mentre migliaia di profughi abbandonano le aree dove più violento è lo scontro.

## Iniziative diplomatiche
L'Iran, vuoi per la vicinanza geografica, vuoi perché una parte dei profughi azeri preme sui suoi confini, vuoi per un interesse geopolitico, cerca di avviare una trattativa negoziale fra le parti. Il 20 marzo riesce a far entrare in vigore una tregua che però ha vita effimera, mentre l'inviato dell'ONU, Cyrus Vance arriva nella regione accolto a colpi di mortaio. L'inviato iraniano Mahmoud Vaezi porta avanti una diplomazia cosiddetta "navetta", compiendo frequenti viaggi da una capitale ad un'altra al fine di riuscire ad organizzare l'incontro di maggio.

## La dichiarazione
Durante i colloqui tra i leader armeni ed azeri fu deciso che sarebbero stati organizzati incontri tra i rappresentanti di alto livello di entrambi i paesi, incluso il personale militare e che tutte le dispute tra le parti si sarebbero risolte con mezzi pacifici sulla base dei principi della Conferenza per la Sicurezza e la Cooperazione in Europa (CSCE, ora OSCE) e del diritto internazionale. Le parti si impegnarono ad attenersi alle norme del diritto internazionale e alla Carta delle Nazioni Unite per assicurare la pace e la stabilità dei confini come pure risolvere la crisi dei rifugiati. Come risultato dei colloqui, le parti concordarono di aprire tutte le comunicazioni come conseguenza della visita dell'inviato iraniano Mahmoud Vaezi a Baku, Step'anakert e Erevan e coinvolgere la CSCE per la continuazione degli sforzi di mediazione.

## Fallimento del negoziato
Gli sforzi diplomatici per una soluzione negoziale del conflitto vengono meno sin dal giorno seguente allorché le milizie armene catturano la strategica città di Shushi, l'unica del Nagorno Karabakh abitata quasi esclusivamente dagli azeri e dalle cui alture la capitale Stepanakert è costantemente sotto tiro. Pochi giorni più tardi, il 18 maggio cade anche il corridoio di Laçın e viene aperta una via di comunicazione fra l'Armenia ed il Nagorno Karabakh. Il tentativo di mediazione iraniano fu additato dalle autorità azere come una concausa della sconfitta militare.